# ジョー・力一
ジョー・力一（ジョー・りきいち、Joe Rikiichi）は、にじさんじに所属するバーチャルライバーである。

## 外見・公式設定
正体不明の道化師。十代の終わり頃に天啓を突如として受けて以来、フリーランスのピエロとして活動している。ファンネームはジョー児。誕生日は10月1日で、血液型はA型。髪はピンクと明るい青緑と紫がかった灰の三色。顔は白塗りで、目元は黒アイシャドウ、涙型の化粧もしている。

## 来歴
2018年8月31日に「にじさんじSEEDs」2期生第2弾の一員としてデビューが告知され、同年9月9日に初めて配信した。2019年8月27日に登録者数が10万人に達し、翌月9日には活動1周年と登録者数10万人を記念して、「JOE MUST GO ON」と題した配信を一人でリレーした。
2020年6月26日には3Dお披露目配信を行った。同年からはRain Drops（後述）の一員としてメジャーデビューした。2020年12月から始まったにじさんじのクイズ番組『にじクイ』では司会を、2022年からスタートしたメディアミックス作品「Lie:verse Liars」では住ノ江郁人役を、それぞれ担当している。
2024年2月28日にはソロアルバム「カーニバル・イヴ」が発売された。同年6月14日にはソロライブ「カーニバル・リヴ」が開催された。

## 交友・ユニット
2018年11月11日に、同じ事務所に所属するライバー舞元啓介とラジオ配信番組「舞元力一」を開始した。「舞元力一」はその後も続き、2020年1月にロフトプラスワンで公開収録を行った。ラジオ以外でも二人は趣味が似ていると互いに語るなど、VTuberコンビとして知られている。舞元は自分に影響を与えたものの一つにジョー・力一をあげている。
力一と鷹宮リオンと竜胆尊の三人で活動することも多い。名前に「り」が含まれるという共通点があるため、三人まとめて「RRR」（りりり）と呼ばれる。花畑チャイカとのコンビは「グリーン・ルージュ」と呼ばれ、オリジナル曲や外部とのコラボレーション企画を行っている。
2020年にはRain Drops（レインドロップス）の一員としてメジャーデビューした。他のメンバーは、える、三枝明那、緑仙、鈴木勝、童田明治。

## 特徴
ライターの草野虹は、「にじさんじ男性ライバーでも一・二を争うトーク力」と力一を評価している。「ジョー・力一の深夜32時」や「りきいちファーム」などの単独トーク配信や、舞元啓介との「舞元力一」など、週に1回から2回ほどのペースでで3時間以上のラジオ配信を続けている。
本人の歌唱力が高いことでも知られる。さらに作詞することもあり、自らのソロアルバム「カーニバル・イヴ」全曲や樋口楓の楽曲「GODDESS」の作詞を担当している。雑誌のインタビューでよく聞く音楽を聴かれた際には、平沢進、B'z、筋肉少女帯を挙げている。平沢進の歌のみを歌う配信を4回行ってきた。プリキュアシリーズが好きであることを公言しており、その縁でプリキュアに関するイベントに出たこともある。

## 出演

### テレビ番組
- NHKバーチャル文化祭（2020年8月14日、NHK総合）[20]

### イベント
- にじさんじ冬の陣2019-2020（2019年12月8日）[21]
  - Virtual to LIVE in 両国国技館[22]
- 『京と秋のにじさんじ』すごいなこれは！紅葉してきた！（2020年9月20日、ロームシアター京都）[23]
- Virtual Baiser（2021年1月27日 VRライブプラットフォーム「VARK」）[15]
- にじさんじ AR STAGE "LIGHT UP TONES" DAY1（2021年7月31日、オンライン）[24]
- NIJIROCK NEXT BEAT（2021年10月30日、ぴあアリーナMM）[25]
- にじさんじ 5th Anniversary LIVE「SYMPHONIA」 Day2（2023年12月24日、東京ビッグサイト 東展示場 第4ホール）[26]
- にじさんじ WORLD TOUR 2025 Singin' in the Rainbow! 広島公演（2025年10月18日予定、広島文化学園HBGホール）[27]

### テレビアニメ
- ネクロノミ子のコズミックホラーショウ（2025年7月2日、ジョー・力一 役）[28]

## 書籍
- にじさんじアーカイブス2019-2020
- 『別冊JUNON 2D STAR VirtuaL』（2019年8月17日、KADOKAWA、ISBN 978-4-391-64247-6） - インタビュー
- にじさんじアーカイブス2020-2021
- にじさんじアーカイブス2021-2022
- にじさんじアーカイブス2022-2023
- 『VTuberスタイル 2024年6月号』（2024年5月28日、アプリスタイル、JAN 4910078330649） - 表紙・インタビュー